# Wyłkowo (Rosja)
Wyłkowo (ros. Вылково) – wieś w Rosji, w Kraju Ałtajskim, w rejonie tiumiencewskim. W 2010 liczyła 2059 mieszkańców.